# Геворкян, Санасар Арсенович
Санасар Арсенович Геворкян (18 октября 1951, Ереван, Армянская ССР, СССР — 30 августа 1989, Ереван) — советский футболист, защитник. Мастер спорта СССР.

## Биография
Всю карьеру провёл в ереванском «Арарате». В чемпионате СССР провёл 160 игр, забил четыре гола, сыграл 14 игр в еврокубках. Играл за юношескую, молодёжную и олимпийскую сборные СССР. Погиб в 1989 году в возрасте 37 лет.

## Достижения
- Чемпион СССР 1973.
- Серебряный призер чемпионата СССР 1976 (весна).
- Обладатель Кубка СССР (2): 1973, 1975.